# George Jellicoe
Pour les articles homonymes, voir Jellicoe.
George Patrick John Rushworth Jellicoe (4 avril 1918 – 22 février 2007), 2e comte Jellicoe, est un homme politique, diplomate et homme d'affaires britannique.
Fils unique mais sixième et dernier enfant de l'amiral de la Flotte sir John Jellicoe, 1er comte Jellicoe, commandant dans la marine durant la Première Guerre mondiale, héros de la bataille du Jutland, et de son épouse Florence Gwendoline (morte en 1964), deuxième fille de sir Charles Cayzer, 1er baronnet de Gartmore, dans le Perthshire.

## Biographie

### Jeunesse
Jellicoe naît à Hatfield (Hertfordshire). Il est baptisé le 29 juillet par le Dr Cosmo Lang, 89e archevêque d'York ; Le roi George V (représenté par l'amiral sir Stanley Colville) et lady Patricia Ramsay (alors connue comme la princesse Patricia de Connaught) sont ses parrain et marraine. L'essentiel de son enfance se passe entre St. Lawrence Hall, près de Ventnor sur l'île de Wight, une école préparatoire du Kent, Londres et le dominion de Nouvelle-Zélande, où son père est vice-roi et gouverneur général entre 1921 et 1924. Il étudie au Winchester College, où il est connu sous le titre de vicomte Brocas. Il remporte le prix d'histoire Vere Herbert Smith. Il devient le président du Pitt Club.

### Seconde Guerre mondiale
En octobre 1939, Jellicoe est un cadet à l'Académie royale militaire de Sandhurst. Il est affecté dans les Gardes du Coldstream Guards (23 mars 1940), envoyé (le 31 janvier 1941) au Moyen-Orient avec la Layforce du colonel Bob Laycock (dont les officiers de commando comprenaient Evelyn Waugh, Randolph Churchill, Philip Dunne, Carol Mather (en), David Stirling et bien d'autres). Il sert dans le "détachement L" (à partir d'avril 1942) (avec notamment Stephen Hastings (en)) qui est le noyau du SAS. Il est cité trois fois et est blessé (une balle dans l'épaule), avec le 3e bataillon de la 22e brigade des Gardes, dans le Western Desert en janvier 1941. Il obtient la DSO en novembre 1942 pour son rôle lors du raid sur l'aérodrome d'Heraklion, en Crète, qui a permis de détruire 20 avions allemands (des Junkers Ju 88).
En septembre 1943, Jellicoe est envoyé sur l'île de Rhodes, alors occupée par les Italiens pour négocier avec l'amiral italien Inigo Campioni la reddition de ses troupes auprès des Alliés. Cependant, les négociations de Jellicoe sont interrompues par une attaque surprise allemande sur l'île, le 9 septembre. Profitant du chaos, il parvient à s'échapper de l'île, tandis que la garnison italienne est capturée par les forces allemandes. C'est une partie de la campagne du Dodécanèse.
En 1943, il est nommé commandant du Special Boat Regiment "Moyen-Orient" et promu au rang de lieutenant-colonel. Durant le reste de la guerre, à la tête du SBS, il conduit des opérations secrètes et dangereuses le long des côtes d'Italie et de Yougoslavie. En 1944, il obtient la Military Cross pour l'une de ces actions. À la fin de la guerre, Jellicoe est parmi les premiers soldats alliés à entrer à Athènes, occupée par les Allemands, battant les maquisards d'ELAS, mouvement contrôlé par les communistes, afin de créer une présence pro-Alliés dans la capitale.

### Les affaires étrangères 1947-1958
Peu après la guerre, Jellicoe rejoint les affaires étrangères, où il est nommé officier de grade 8 dans l'ancienneté du service, le 10 septembre 1947. Il sert à Londres, dans le département de politique allemande, comme troisième secrétaire ; à Washington comme troisième secrétaire ; puis comme l'un des 11 secrétaires en second, avec H. A. R. Philby, présents lors de la signature du traité créant l'OTAN, le 4 avril 1949 ; transféré à Bruxelles le 10 septembre 1951, où il devient comme chargé d'Affaires en 1952); à Londres (no 2 du département du Nord chargé du bureau soviétique en septembre 1953) ; et à Bagdad en janvier 1956 (premier secrétaire et secrétaire général député de l'Organisation du Pacte de Bagdad). La crise de Suez de juillet 1956 détruit tout ce que le Pacte avait tenté de bâtir. Jellicoe est happé par la politique britannique et est près de donner sa démission.
Jellicoe quitte finalement le Foreign Office en mars 1958, à la suite d'une aventure galante (en février 1958, le secrétaire permanent Sir Derek Hoyar-Millar écrit : « Vous avez le choix entre cesser toute relation avec cette dame [Philippa Dune] ou changer de travail. »), et devient directeur de la ligne de vapeurs de la dynastie Cayzer (cargos) et de l'Union Castle Steamship Co. (passagers). Cependant, les affaires de sa famille, du côté maternel, se révèlent moins favorables que le Palais de Westminster, où, de retour d'Irak, il a prêté serment aux Lords le 3 décembre 1957, lors de la troisième session du 41e Parlement britannique.

### La Chambre des lords et les années 1960

Le drapeau européen

Ayant siégé une première fois au Parlement le 25 juillet 1939, Jellicoe attend jusqu'au 28 juillet 1958 pour faire son premier discours à la Chambre des lords, lors d'un débat sur « la situation internationale : le Moyen-Orient ». Il parle de l'échec du Pacte de Bagdad et de l'Irak.
En octobre 1958, il rejoint les Conservateurs. Le 20 juillet 1959, il lance un débat sur « l'aide occidentale aux pays non-engagés » et, en janvier 1961, entre dans le gouvernement Macmillan, avec le poste de secrétaire parlementaire, ministre du logement et du gouvernement local de juin 1961 à juillet 1962, ministre d'État, au Home Office de juillet 1962 à octobre 1963, Premier Lord de l'Amirauté d'octobre 1963 à avril 1964, ministre de la Défense chargé de la Royal Navy d'avril à octobre 1964, délégué au Conseil de l'Europe et à l'Union de l'Europe occidentale en 1965-1967, président de la Fédération nationale des sociétés de logement en 1965-1970, un gouverneur du Centre d'Études environnementales en 1967-1970, président du Comité consultatif britannique sur la pollution pétrolière de la mer en 1968, président de la troisième conférence internationale sur la pollution pétrolière de la mer en 1968, un vice-président honorifique du PEST, un groupe de pression en faveur d'un conservatisme économique et social, président du groupe d'opposition aux Lords de 1967 à 1970.

### Le Cabinet du ministre et la démission
Au sein du gouvernement conservateur d'Edward Heath (1970-1974), il est ministre chargé de la fonction publique, Lord Privy Seal (huitième dans l'ordre de préséance d'Angleterre et du Pays de Galles) et président de la Chambre des lords du 20 juin 1970 au 24 mai 1973, quand il est compromis dans des affaires de mœurs avec des call-girls et démissionne (mettant ainsi fin à sa troisième carrière au service du gouvernement).

### Affaires et carrière publique post-gouvernementale
La perte de son poste au gouvernement semble accidentelle. Après son départ, Jellicoe est libre de rejoindre S.G. Warburg & Co. (1er octobre 1973) et, avec l'aide d'Alan Lennox-Boyd, 1er vicomte Boyd de Merton, qui se retire du conseil, devient un directeur non-exécutif de la compagnie sucrière Tate & Lyle (1973-1993). De 1978 à 1983, il devient le premier président de l'entreprise n'appartenant pas à la famille Tate & Lyle. Ayant rétabli et séparé Tate & Lyle, Jellicoe devient président de Booker Tate (1988-1991).
Il a occupé d'autres emplois, notamment président de l'entreprise de fabrication de produits technologiques Davy Corporation (Davy McKee) (appelé à présent : Aker Kværner) de 1985 à 1990 ; directeur de la holding Sotheby's de 1973 à 1993, de Morgan Crucible de 1974 à 88, de Smiths Industries Ltd de 1973 à 1986 de S.G. Warburg & Co de 1964 à 1970 et de 1973 à 1988. Il est président de la Chambre de Commerce et d'Industrie de Londres en 1979-1982. Il succède à Lord Limerick comme président du Département pour le Commerce et l'Industrie (DTI, de l'anglais : Department for Trade and Industry's) et le Bureau du commerce d'outre-mer britannique (BOTB, de l'anglais : British Overseas Trade Board) en 1983-1986. Suivent That was followed by chairmanship (1986-1990) et la présidence (1990-1995) du Conseil du commerce d'Europe de l'Est (EETC, de l'anglais : East European Trade Council). Il est président du Greek Fund Ltd en 1988-1994 et de l'European Capital Ltd en 1991-1995.
Lord Jellicoe est président du conseil du King's College (Londres) en 1974-1983, du Conseil de Recherche médicale en 1982-1990 ; administrateur du National Aids Trust (aux côtés de Lord Goodman (en), de David Puttnam et de Robert Maxwell) ;
président de la Royal Geographical Society (et de l'Institut des Géographes britanniques après l'amalgame) en 1993-1997, de la Ligue d'anglo-grec en 1978-1986, du Kennet and Avon Canal Trust en 1987-1994 de l'Association des Vétérans de la bataille de Crète en 1991-2001, de la British Heart Foundation en 1992-1995 ; chancelier de l'université de Southampton en 1984-1995. Il a été étroitement associé à la recherche et à l'enseignement supérieur. Il est élu membre de la Royal Society en 1990. 

### Dernières contributions à l'État
De retour aux Lords et dans les affaires de l'État, il devient président du comité parlementaire et scientifique (1980-1983). En 1983, il est l'auteur du "rapport Jellicoe", qui passe en revue l'"Acte d'opération de la prévention du terrorisme de 1976".
Entre 1963 et 1973, Jellicoe était présent à la Chambre des lords en moyenne 90 jours par session parlementaire. De 1973 à 1989, il ne fait plus, en moyenne, que 9 apparitions par session. Cependant, entre 1990 et 2001, il sy rend en moyenne 72 fois par session. Il maintient cette fréquence jusqu'au début de 2006, bien que son dernier discours complet à la Chambre des lords soit une part de l'"Adresse en réponse au discours de Sa Très Gracieuse Majesté" (le débat du discours de la reine) le 28 octobre 1996 ; son sujet était l'Ukraine.
Quand l'Acte de la Chambre des lords de 1999 lui retire le droit héréditaire automatique de siéger à la Chambre des lords, il est nommé pair à vie en tant que baron Jellicoe de Southampton, d'après Southampton, dans le Hampshire.
Le comte Jellicoe demeure un membre actif de la Chambre des lords jusqu'à la fin de sa vie. Il meurt le 22 février 2007 à Tidcombe (Wiltshire), six semaines avant son 89e anniversaire.
Lord Jellicoe a épousé en premières noces, le 23 mars 1944, Patricia Christine O'Kane, (croix du mérite de première classe de l'ordre souverain de Malte (1959)), historienne de l'art islamique (née en 1920), avec laquelle il a eu deux fils, dont Patrick John Bernard (né le 29 avril 1950) et deux filles. Après son divorce, il a épousé en secondes noces, en 1966, Philippa Ann Dunne, la fille de Philip Dunne (1904-1965), avec laquelle il a eu un fils, John Philipp (né en 1966), et deux filles, dont Emma Rose (née le 30 novembre 1967). Il a également eu un fils avec Sara Harrity. Il a eu huit enfants en tout, nés entre 1944 et 1984.

## Honneurs
- Page of Honour (one of nine) to King George VI at his Coronation (12 May 1937)
- Distinguished Service Order (DSO) (1942)
- Military Cross (MC) (1944)
- Ordre national de la Légion d'honneur (1945)
- Croix de Guerre (1945)
- Greek Order of Honour (1950)
- Greek War Cross (1950)
- Privy Counsellor (PC) (1963)
- Freeman of the City of Athens
- Knight of the Order of the British Empire (KBE) (1986)
- Honorary Citizenship of the Village of Southampton, New York (12 September 1987)
- Companion of the British Institiute of Management (elected 11October 1988)
- Hon. Admiral in the Texas Navy (1988)
- 27 October 1988 was Lord Earl Jellicoe Day in the City of Houston
- Fellow of the Royal Society (FRS) (8 November 1990)
- Grand Commander Order of Honour (Greece, 1991)
- La Medaille de la Ville de Paris (echelon vermeil), (6 June 1994)
- UK Life Peer (1999)
- 27 April 2001 was Earl Jellicoe Day in the City of Vancouver
- Winston S. Churchill Allied Nations Award from World War II Veterans Committee (8 November 2003, USA).

- Hon. degrees from:
  - King's College, London (Fellow (FKC) 1979)
  - Southampton University (LLD, 1985)
  - Long Island University (Doctor of Laws, 12 September 1987).